# Army Men: World War: Final Front
Army Men: World War — Final Front (Army Men: Lock 'n' Load в Европе) — шутер от третьего лица, разработанный и изданный The 3DO Company только для PlayStation.

## Сюжет
В игре есть четыре фронта с тремя миссиями в каждом. Тан снова ведет войну с «зеленой нацией», поэтому «Зелёные» отвечают, атакуя столицу Тана. Когда они обнаруживают, что Тан создали оружие массового уничтожения, они объявляют полномасштабную войну против Тана и развертывают свои силы во всем мире, чтобы уничтожить возрожденную армию Тана и её новое оружие. В очередной раз многие из миссий похожи на битвы Второй мировой войны, а другие, похоже, имеют сходство с приключениями Индианы Джонса, поскольку некоторые битвы происходят в таинственных районах пустынной земли, напоминающей Египет, и джунглях, похожих на южную Америку.

## Отзывы
| Сводный рейтинг | Сводный рейтинг |
| Агрегатор       | Оценка          |
| --------------- | --------------- |
| GameRankings    | 51,87 %         |

Игра получила средний балл в размере 51,87 % на GameRankings, на основе 15 обзоров.